# 1661 Granule
1661 Granule је астероид главног астероидног појаса са средњом удаљеношћу од Сунца која износи 2,183 астрономских јединица (АЈ).
Апсолутна магнитуда астероида је 13,3.